# 75. Infanterie-Brigade (Deutsches Kaiserreich)
Die 75. Infanterie-Brigade  war ein von 1897 bis 1915 bestehender Großverband der Preußischen Armee.

## Geschichte
Die Brigade wurde mit Wirkung zum 1. April 1897 in Frankfurt (Oder) errichtet und ihr waren die Infanterie-Regimenter Nr. 150 und 151 unterstellt. Gemeinsam mit der 9. und 10. Infanterie- sowie der 5. Kavallerie-Brigade bildete sie die 5. Division des III. Armee-Korps.
Zum 1. April 1899 trat die Brigade unter das Kommando der neugebildeten 37. Division im Bereich des I. Armee-Korps und erhielt zugleich Allenstein als neue Garnison zugewiesen. Das  2. Ermländische Infanterie-Regiment Nr. 151 schied zum 1. April 1909 aus dem Brigadeverband und wurde durch das 1. Masurische Infanterie-Regiment Nr. 146 ersetzt. Mit der Bildung des XX. Armee-Korps kamen die Division mit den unterstellten Formationen unter dessen Generalkommando.

### Erster Weltkrieg
Mit Ausbruch des Ersten Weltkriegs war die Brigade zunächst im Grenzschutz in Ostpreußen eingesetzt. Sie nahm dann mit der 37. Infanterie-Division an den Schlachten bei Tannenberg, an den Masurischen Seen, bei Warschau, Kutno, Łódź und an der Rawka-Bzura teil. Ab Anfang Februar 1915 hatte die Brigade wechselnde Unterstellungsverhältnisse beim Detachement Griepenkerl sowie den Korps Dickhuth und Zastrow an der Ostfront.
Am 15. Mai 1915 wurde die Brigade aufgelöst und der Stab zur Bildung der 201. Infanterie-Brigade herangezogen. Das stellvertretende Brigadekommando bestand dagegen über das Kriegsende hinaus bis 1919.

### Kommandeure
| Dienstgrad   | Name                          | Datum                                                              |
| ------------ | ----------------------------- | ------------------------------------------------------------------ |
| Generalmajor | Hugo Laurin                   | 01. April 1897 bis 17. April 1900                                  |
| Generalmajor | Ludwig von Kaltenborn-Stachau | 18. April bis 30. September 1900                                   |
| Oberst       | Julius von Stern              | 01. Oktober bis 19. November 1900 (mit der Führung beauftragt)     |
| Generalmajor | Julius von Stern              | 20. November 1900 bis 15. Juni 1901                                |
| Oberst       | Amandus Menze                 | 16. Juni bis 6. Juli 1901 (mit der Führung beauftragt)             |
| Generalmajor | Amandus Menze                 | 07. Juli 1901 bis 16. Mai 1904                                     |
| Generalmajor | Arthur Brandenburg            | 17. Mai 1904 bis 9. April 1906                                     |
| Generalmajor | Richard Kolewe                | 10. April 1906 bis 1. April 1909                                   |
| Oberst       | Otto von Wulffcroma           | 02. bis 19. April 1909 (mit der Führung beauftragt)                |
| Generalmajor | Otto von Wulffcroma           | 20. April 1909 bis 19. Februar 1912                                |
| Oberst       | Otto von Etzel                | 20. Februar bis 21. März 1912 (mit der Führung beauftragt)         |
| Generalmajor | Otto von Etzel                | 22. März 1912 bis 18. November 1912                                |
| Oberst       | Alfred von Böckmann           | 19. November 1912 bis 26. Januar 1913 (mit der Führung beauftragt) |
| Generalmajor | Alfred von Böckmann           | 27. Januar 1913 bis 16. September 1914                             |
| Oberst       | Hans Küster                   | 17. September bis 30. Dezember 1914                                |
| Oberst       | Gustav von Förster            | 31. Dezember 1914 bis 15. Mai 1915                                 |